# Glengarry Glen Ross (obra de teatre)
Glengarry Glen Ross és una obra de teatre de David Mamet que va guanyar el Premi Pulitzer el 1984. L'obra mostra parts de dos dies en la vida de quatre desesperats agents immobiliaris de Chicago que estan disposat a participar en qualsevol tipus d'actes il·legals i no ètics (des de mentides i afalagaments fins a suborn, amenaces, intimidació i robatori) per vendre immobles no desitjables a possibles compradors. Es basa en l'experiència de Mamet d'haver treballat anteriorment en una oficina similar.
El títol prové de dues propietats immobiliàries esmentades a l'obra. Glengarry Highlands és la propietat immobiliària que tothom intenta vendre ara; diversos personatges esmenten Glen Ross Farms com una venda molt lucrativa per als que la van vendre fa uns anys.
L'estrena mundial va ser al National Theatre de Londres el 21 de setembre de 1983, on la producció de Bill Bryden al Cottesloe Theatre fou aclamada com un triomf de l'actuació del repartiment.
L'obra es va estrenar a Broadway el 25 de març de 1984, al John Golden Theatre, i fou tancada el 17 de febrer de 1985 després de 378 representacions. la producció fou dirigida per Gregory Mosher, i protagonitzada per Joe Mantegna, Mike Nussbaum, Robert Prosky, Lane Smith, James Tolkan, Jack Wallace i J. T. Walsh. Fou nominada a quatre Premis Tony inclòs el de millor obra, millor director i dues nominacions al millor actor destacat per Robert Prosky i Joe Mantegna, que van guanyar el Tony

## Argument
En una empresa immobiliària de la ciutat de Chicago, es llança un repte molt temptador per a tots els empleats: el millor venedor serà recompensat amb un Cadillac, el segon més eficient amb un joc de ganivets, i el que menys vengui serà acomiadat. Els venedors reaccionen de diferents formes: comencen a tendir-se paranys i a pensar en la manera de vendre o almenys d'evitar ser el pitjor venedor, fins i tot en el robatori de les fitxes de referències (que contenen informació sobre possibles clients) per a aconseguir l'èxit.

## Representació en català
L'obra ha estat traduïda al català per Carlota Subirós i fou representada el 5 de novembre de 2003 a la sala Puigcerver del Teatre Lliure a Montjuïc sota la direcció d'Àlex Rigola i protagonitzada per Joel Joan, Eduard Farelo, Joan Anguera, Andreu Benito, Joan Carreras, Keith Morino, Víctor Pi, Òscar Rabadán i la col·laboració del DJ Oriol Rosell a la música.

## Premis
| Any  | Premi                          | Categoria                        | Nominat                                                                                     | Resultat  |
| ---- | ------------------------------ | -------------------------------- | ------------------------------------------------------------------------------------------- | --------- |
| 1984 | Premi Tony                     | Millor Obra                      | Elliot Martin, David Mamet, Arnold Bernhard, The Goodman Theatre & The Shubert Organization | Nominat   |
| 1984 | Premi Tony                     | Millor actor de repartiment      | Joe Mantegna                                                                                | Guanyador |
| 1984 | Premi Tony                     | Millor actor de repartiment      | Robert Prosky                                                                               | Nominat   |
| 1984 | Premi Tony                     | Millor direcció                  | Gregory Mosher                                                                              | Nominat   |
| 1984 | Drama Desk Award               | Obra nova excepcional            | Obra nova excepcional                                                                       | Nominat   |
| 1984 | Drama Desk Award               | Excel·lent rendiment del conjunt | Joe Mantegna                                                                                | Guanyador |
| 1984 | Drama Desk Award               | Director de l'obra               | Gregory Mosher                                                                              | Nominat   |
| 1984 | New York Drama Critics' Circle | Millor obra americana            | David Mamet                                                                                 | Guanyador |
| 1984 | Premi Pulitzer                 | Drama                            | David Mamet                                                                                 | Guanyador |